# بکشش
بکشش (انگلیسی: Kill It; کره‌ای: 킬잇; لاتین‌نویسی اصلاح‌شده: Kirit) یک مجموعهٔ تلویزیونی کرهٔ جنوبی سال ۲۰۱۹ با بازی جانگ کی یونگ و نانا است. این مجموعه از ۲۳ مارس تا ۲۸ آوریل از اوسی‌ان پخش شد.

## خلاصه داستان
یک مرد دوستدار حیوانات و دامپزشکی زبردست، هیچ‌کس شک نمی‌کند که کیم سو-هیون (جانگ کی یونگ) در واقع یکی از ماهرترین قاتلین جهان است. کیم سو-هیون با استفاده از ظاهر خود به عنوان مدافع حیوانات برای پنهان کردن هویت واقعی خود، شهرت بین بدترین‌ها را به عنوان مظهر دقت، مهارت و مهم‌تر از همه ناشناس بودن به دست آورده است. او یک روح، یک سایه و یک زمزمه مرگبار است که توسط افراد و سازمان‌ها در سراسر جهان استخدام شده است تا با مشکلاتی که فقط او قادر به مقابله با آنها است، مقابله کند. در نقطه مقابل، دو هیون جین (نانا)، کارآگاه سرسختی است که تصویر سرد بیرونی‌اش روحیه همدلی او را پنهان می‌کند. دو هیون جین با استفاده از ترکیبی مؤثر از مهارت و غریزه، در نهایت روی پرونده‌ای از قتل‌های سریالی کار می‌کند که او را مستقیماً به کیم سو-هیون می‌رساند. دو هیون جین با این باور که کیم سو-هیون همان قاتل زنجیره‌ای است که او به دنبال آن است، هویت و گذشته کیم سو-هیون را به‌طور کامل بررسی می‌کند، اما چیزی که می‌یابد او را تا مغز و استخوان می‌لرزاند.

## بازیگران
- جانگ کی یونگ در نقش کیم سو هیون[۳]
- نانا در نقش دو هیون جین / لی یونگ اون[۴]

## تولید
- عنوان کاری اولیهٔ این مجموعه بلو آیز (انگلیسی: Blue Eyes; کره‌ای: 블루 아이즈) بود.[۵]
- اولین جلسهٔ فیلمنامه خوانی در ژانویه ۲۰۱۹ انجام شد.[۶]

## آمار بینندگان
| فصل | فصل | شمارهٔ قسمت | شمارهٔ قسمت | شمارهٔ قسمت | شمارهٔ قسمت | شمارهٔ قسمت | شمارهٔ قسمت | شمارهٔ قسمت | شمارهٔ قسمت | شمارهٔ قسمت | شمارهٔ قسمت | شمارهٔ قسمت | شمارهٔ قسمت | میانگین   |
| فصل | فصل | ۱          | ۲          | ۳          | ۴          | ۵          | ۶          | ۷          | ۸          | ۹          | ۱۰         | ۱۱         | ۱۲         | میانگین   |
| --- | --- | ---------- | ---------- | ---------- | ---------- | ---------- | ---------- | ---------- | ---------- | ---------- | ---------- | ---------- | ---------- | --------- |
|     | ۱   | اعلام‌نشده  | ۶۲۸        | ۳۱۵        | ۶۲۸        | اعلام‌نشده  | ۵۸۰        | اعلام‌نشده  | ۳۷۶        | اعلام‌نشده  | ۵۷۱        | اعلام‌نشده  | ۶۰۱        | اعلام‌نشده |

| ۱ | ۲۳ مارس ۲۰۱۹  | ۱٫۱۱۴٪ | —      |
| ۲ | ۲۴ مارس ۲۰۱۹  | ۲٫۳۲۱٪ | ۲٫۸۱۹٪ |
| ۳ | ۳۰ مارس ۲۰۱۹  | ۱٫۳۱۱٪ | ۱٫۴۶۰٪ |
| ۴ | ۳۱ مارس ۲۰۱۹  | ۲٫۲۷۵٪ | ۳٫۴۲۰٪ |
| ۵ | ۶ آوریل ۲۰۱۹  | ۱٫۰۸۵٪ | ۱٫۷۴۲٪ |
| ۶ | ۷ آوریل ۲۰۱۹  | ۲٫۲۱۶٪ | ۲٫۵۳۵٪ |
| ۷ | ۱۳ آوریل ۲۰۱۹ | ۰٫۹۲۶٪ | —      |
| ۸ | ۱۴ آوریل ۲۰۱۹ | ۱٫۷۷۲٪ | ۲٫۳۳۸٪ |
| ۹ | ۲۰ آوریل ۲۰۱۹ | ۱٫۰۲۱٪ | —      |
| ۱۰ | ۲۱ آوریل ۲۰۱۹ | ۲٫۲۹۸٪ | ۲٫۸۶۰٪ |
| ۱۱ | ۲۷ آوریل ۲۰۱۹ | ۱٫۳۵۹٪ | —      |
| ۱۲ | ۲۸ آوریل ۲۰۱۹ | ۲٫۵۴۶٪ | ۲٫۸۹۶٪ |
| میانگین | میانگین       | ۱٫۷۲۷٪ | —      |
| - در جدول بالا، اعداد آبی کمترین رتبه را دارند و اعداد قرمز بیشترین رتبه را نشان می‌دهند. - این درام از یک کانال کابلی/پولی تلویزیون پخش می‌شود که در مقایسه با تلویزیون آزاد/پخش کننده‌های عمومی (اس‌بی‌اس، کی‌بی‌اس، ام‌بی‌سی و ئی‌بی‌اس) به‌طور معمول مخاطبان نسبتاً کمتری دارد. |               |        |        |